# Holcomb, Kansas
Holcomb là một thành phố thuộc quận Finney, tiểu bang Kansas, Hoa Kỳ. Năm 2010, dân số của xã này là 2094 người.

## Dân số
Dân số các năm:
- Năm 2000: 2026 người
- Năm 2010: 2094 người